# エスタディオ・エリアス・フィゲロア・ブランデール
エスタディオ・エリアス・フィゲロア・ブランデール（Estadio Elías Figueroa Brander）は、チリのバルパライソにある多目的スタジアムである。

## 概要
収容人員は20,575人で、バルパライソのサッカークラブ、CDサンティアゴ・ワンダラーズの本拠地でもある。
本スタジアムは2023 パンアメリカン競技大会のサッカー競技、2025 FIFA U-20ワールドカップの会場としても使用された。